# Lüktetés
A Lüktetés a Roncsipar második albuma. Eredetileg a Grindhead Records kiadónál jelent volna meg, de a zenekar az ingyenes terjesztés mellett döntött, ami mellett a mai napig kitart. A lemez központi témájaként az idő és az ok-okozat kognitív/pszichológiai torzulását vizsgálja.
A lemezre három külföldi zenész készített mixet. Ketten a Roncsipart is maguk között tudó Avalanchers társaságból, illetve a Roncsiparra nagy hatással lévő OLD együttes egykori zenekarvezetője.

## Számok
1. DPT
2. Álmok foglya (Napalm Death feldolgozás)
3. Az idő örvénye
4. Vágy, halott (OLD feldolgozás)
5. Lüktetés
6. Csak fény létezik
7. DPT (Savier változata)
8. Csak fény létezik (Shjk voodoo dub)
9. Vágy, halott (James Plotkin mix)

## Zenészek
- Vajsz Kornél: ének, gitár, elektronika
- Illés Dávid: basszusgitár, elektronika